# 二子島 (徳島県)
二子島（ふたごじま）は、徳島県海部郡海陽町に位置する無人島。

## 地理
那佐湾の奥まったところに二つ並びの島として浮かぶ。
二子島は1571年（元亀2年）に島弥九郎が家臣30人とともに戦った古戦場として知られる。弥九郎の霊は二子島に祀られていたが、現在は近くの那佐神社（三島神社）に合祭されている。